# コリン・バージェス
コリン・バージェス（Colin Burgess、1946年11月16日 - 2023年12月16日）は、オーストラリアのミュージシャン。

## 経歴
ニューサウスウェールズ州シドニー市出身。
1968年から1972年までザ・マスターズ・アプレンティシズ (The Masters Apprentices) のドラマーを務め、1973年にはAC/DCの結成に参加した。
1973年11月にAC/DCが結成されたときのラインナップは、マルコム・ヤング（リズムギター）、アンガス・ヤング（リードギター）、デイヴ・エヴァンス（リード・ヴォーカル）、ラリー・ヴァン・クリート（ベース)と、バージェス（ドラム）だった。
しかしバージェスは、1974年2月に、酔っぱらってステージに上がったため解雇された。後釜はすぐには決まらず、しばらくの間は何人ものドラマーたちが入れ替わりながら穴を埋めていたが、最終的にはフィル・ラッドがメンバーとして固定された。1975年9月に、ラッドがメルボルンで喧嘩に巻き込まれて手を負傷した時には、数週間にわたってバージェスが呼び戻されてラッドの代役を務めた。
バージェスは、兄弟であるデニー (Denny Burgess) とともに、1970年代末から1980年代初めにかけてロック・ポップのバンドHis Majestyを始め、デイ・プリチャード (Dai Pritchard) （後に、Billy Thorpe、Rose Tattooなど）をギターに据えた。このバンドはやがて名をGood Time Charlieと改め、新しいギタリストにジョン・ボティカ(John Botica)を迎えてバンドを再編し、1997年にはプロデューサーにジョン・ロビンソン (John Robinson、元Black Feather) を迎えたアルバム『Adults Only』を発表して、東南アジアをツアーした。
1998年、バージェスは、ザ・マスターズ・アプレンティシズの一員として、オーストラリア版のロックの殿堂にあたるARIA Hall Of Fameの殿堂入りを果たした。
その後は、デニーとともにザ・バージェス・ブラザース・バンドと名乗って演奏や録音を続けていた。
2023年12月16日に訃報が発表された。77歳没。